# Samy y Sandra Sandoval
Samy y Sandra Sandoval son un dúo musical de Panamá que forma parte de una gama de artistas panameños especializados en la música típica del país. También se los conoce como «Los Patrones de la Cumbia».

## Éxitos musicales

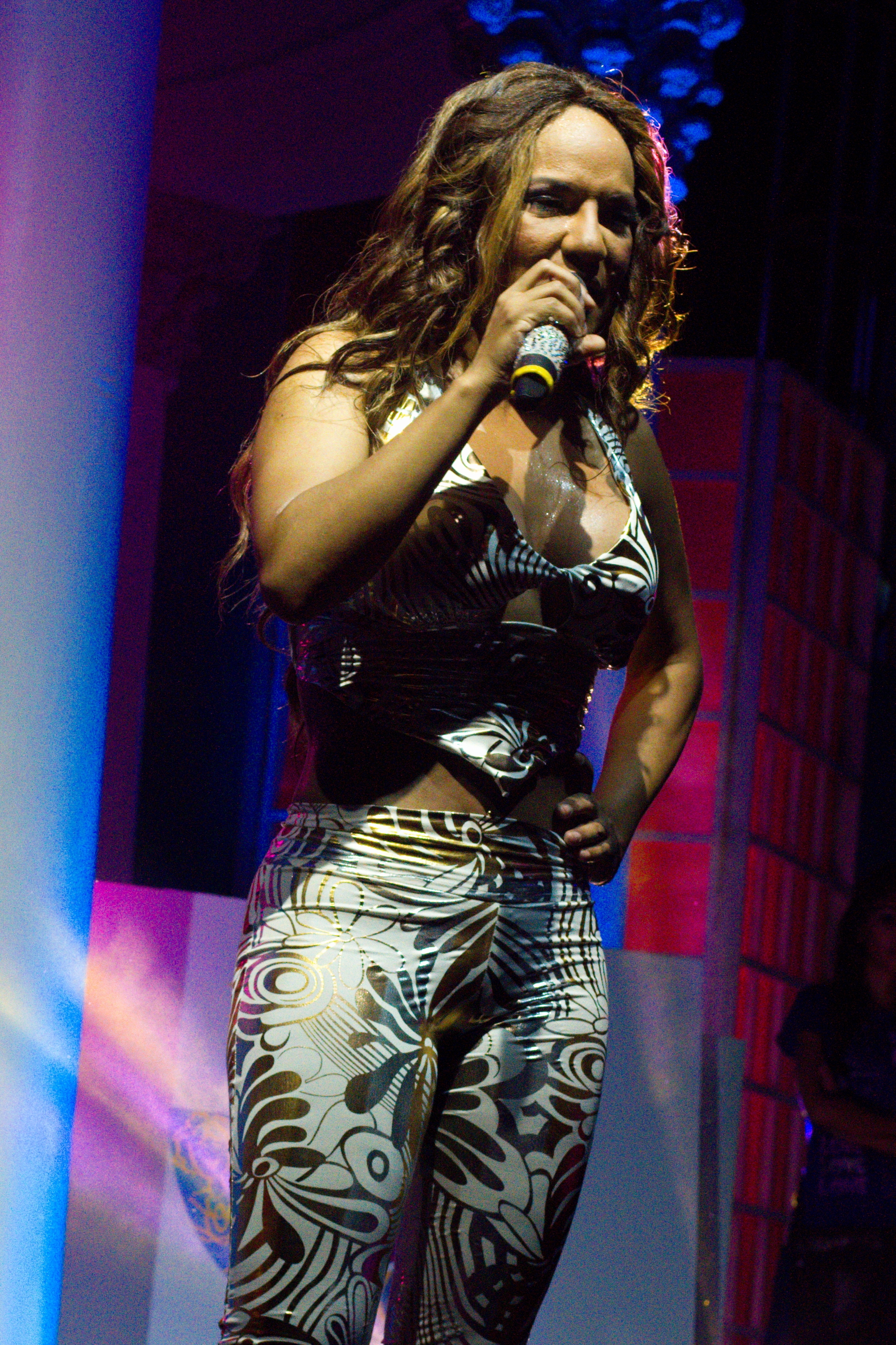
Sandra Sandoval en concierto en Chitré, provincia de Herrera

Entre sus muchos éxitos musicales, se incluyen: Brindemos por lo muerto, La mujer Superficial, La Gallina Fina, Oiga el viejo pa' jodé, y Lo que no da se deja. En el Festival de "Encuentro de Acordeones", celebrado en 1994, cantaron uno de sus más populares sencillos, "La Gallina Fina". Entre sus canciones más recientes se incluye "La Raspadura". Han sacado al mercado 15 álbumes, han vendido más de 30 mil discos y poseen un disco de platino. Han sido entrevistados por muchos programas de televisión en Panamá, además de haber intervenido en un pequeño papel en una comedia nacional llamada "Los Vergara". En el 2018 fueron convocados por el Festival Internacional de la Canción de Viña del Mar para representar a Panamá  en la categoría folclórica, con su tema "Como Gozo" , siendo esta, la primera convocatoria para los Hermanos Sandoval.

## Discografía
Samy y Sandra Sandoval.

| Año De Publicación | Título                      |
| 1995               | El Patrón de la Cumbia Vol. |
| 1996               | El Patrón de la Cumbia Vol. |
| 1997               | Embarrate de hombre         |
| 1998               | A Gozar!                    |
| 1999               | Tan Nuestros Como el Canal  |
| 2000               | Echando Pa'Lante!           |
| 2001               | Raíces                      |
| 2001               | Grandes Éxitos Vol.         |
| 2002               | Grandes Éxitos Vol.         |
| 2002               | Evolución en Concierto      |
| 2002               | Mi Norte y Sur              |
| 2002               | Hasta Que el Cuerpo Aguante |
| 2003               | Complemento Ideal           |
| 2004               | La Huella Que Dejaste       |
| 2005               | Con Cara de Ángel           |
| 2006               | Ahora Soy Libre             |
| 2007               | Evolución I                 |
| 2008               | Historias en Nueva York     |
| 2010               | Sobrevivientes              |
| 2011               | Noches con Samy y Sandra    |
| 2012               | Evolución II                |
| 2013               | Los Patrones                |
| 2015               | La Vida es un Circo         |

## Otras contribuciones
Tuvieron un papel musical en la película ”El Sastre de Panamá”
Uno de sus principales conciertos fue "Evolución", grabado tanto en CD como en DVD. También han publicado un libro titulado «Samy y Sandra, la historia». Han dado conciertos en Estados Unidos, República Dominicana, Bélgica, Países Bajos, entre otros, y llegaron a realizar una función delante del Príncipe Rainiero de Mónaco, antes de su muerte. El 15 de agosto de 2012 se estrenó "Evolución II", una producción con la que el grupo celebró sus 30 años de carrera artística.
Han hecho colaboraciones Musical con artistas de diferentes géneros como: Eddy Herrera,  Gilberto Santa Rosa, Comando Tiburón y los Gaitanes.